# Bistum Galway und Kilmacduagh
Das Bistum Galway, Kilmacduagh und Kilfenora (ir.: Deoise na Gaillimhe, Chill Mhic Dhuach agus Chill Fhionnúrach, lat.: Dioecesis Galviensis, Duacensis et Finaborensis) ist eine in Irland gelegene römisch-katholische Diözese mit Sitz in Galway.

## Geschichte

Kathedrale Mariä Himmelfahrt und St. Nikolaus in Galway

Das Bistum Galway wurde am 26. April 1831 durch Papst Gregor XVI. mit der Apostolischen Konstitution Sedium Episcopalium errichtet und dem Erzbistum Tuam als Suffraganbistum unterstellt. Bereits zuvor war Galway seit 1484 kirchenrechtlich selbständig und durch einen Warden und 8 Vikare verwaltet.
Am 5. Juni 1883 wurde dem Bistum Galway das Bistum Kilmacduagh und Kilfenora angegliedert. Die Bistümer Kilmacduagh und Kilfenora wurden 1132 auf der Synode von Kells errichtet und 1751 vereinigt. Beide Bistümer liegen jedoch in unterschiedlichen Kirchenprovinzen (Kilmacduagh in Tuam, Kilfenora in Cashel), so dass der Sitz des Bischofs jeweils wechselte und der Bischof das jeweils andere Teilbistum als Apostolischer Administrator verwaltete. Seit 1883 ist der Bischof von Galway und Kilmacduagh beständig Apostolischer Administrator für das ehem. Bistum Kilfenora.
Am 11. Februar 2022 verfügte Papst Franziskus die Vereinigung des Bistums Galway und Kilmacduagh in persona episcopi mit dem Bistum Clonfert. Bischof der so vereinigten Bistümer wurde der bisherige Bischof von Clonfert, Michael Duignan.

## Dekanate und Gemeinden
Die vereinigten Diözesen sind in fünf Dekanate gegliedert, für die jeweils ein Dekan bestellt ist.
- Dekanat Galway Stadt Ost – Gemeinden: Ballybane · Ballinfoyle · Galway Cathedral · Good Shepherd · Mervue · Renmore · Saint Augustine · Saint Francis · Saint Patrick.
- Dekanat Galway Stadt West – Gemeinden: Knocknacarra ·  Sacred Heart · Salthill · Saint Joseph · Saint Mary, Claddagh.
- Dekanat Galway Umgebung – Gemeinden: An Spidéal · Barna ·  Castlegar · Claregalway · Killanin · Leitirmóir · Moycullen · Oranmore · Oughterard · Rosmuc · Shrule.
- Dekanat Kilmacduagh – Gemeinden: Ardrahan · Ballinderreen · Clarinbridge · Craughwell ·  Gort und Beagh ·  Kilbeacanty und Peterswell ·  Kilchreest und Castledaly ·  Kinvara.
- Dekanat Kilfenora – Gemeinden: Ballyvaughan ·  Carron und New Quay ·  Ennistymon ·  Kilfenora ·  Liscannor und Moymore · Lisdoonvarna und Kilshanny.

## Ordinarien

### Bischöfe von Galway
- 1831–1844 George Joseph Plunket Browne, dann Bischof von Elphin
- 1844–1855 Laurence O’Donnell
- 1857–1881 John MacEvilly, dann Erzbischof von Tuam

### Bischöfe von Galway und Kilmacduagh
- 1883–1886 Thomas Joseph Carr, dann Erzbischof von Melbourne
- 1887–1908 Francis McCormack
- 1909–1923 Thomas O’Dea
- 1923–1936 Thomas O’Doherty
- 1937–1976 Michael Browne
- 1976–1992 Eamon Casey
- 1993–2005 James McLoughlin
- 2005–2016 Martin Drennan
- 2017–2022 Brendan Kelly
- seit 2022 Michael Duignan